# محرك هوائي
المحركات الهوائية أو المحركات النيوماتيكية

## تعريف المحركات الهوائية
المحرك الهوائي (بالإنكليزيةPneumatic motor)، عبارة عن آلة تُغذّى بالهواء المضغوط للحصول على حركة دورانية. ويمكن القول أنه عكس الضاغط الهوائي الذي يُحرّك درائريا للحصول على هواء مضغوط.

## استخدام المحرك الهوائي
يفضّل استخدام المحركات الهوائية عوضا عن المحركات الكهربية، في كثير من ميادين الصناعة، خصوصا ذات القدرات الأقل من 30HP، وذلك للأسباب التالية:
1. سعرها منخفض نسبيا.
2. تكاليف التشغيل أقلّ نسبيا.
3. أكثر أمانا، خصوصا في الأماكن الخطرة التي لا تتحمل حدوث شرر فيها.
4. لا تحتاج إلى حماية ضدّ زيادة الأحمال عليها، وعزم بدئها كبير.
5. يمكن التحكم بسهولة في سرعتها من خلال الصمامات اللارجعية الخانقة.

## أنواع المحركات الهوائية
أكثر المحركات الهوائية انتشارا:
- المحركات الهوائية الترددية، Reciprocating air motors
- المحركات الهوائية الدوارة، (Rotary air motors)، وتنقسم إلى
  - محركات ريشية Vane Motors
  - محركات ترسية Gear motors

## سرعات واتجاهات المحركات الهوائية
تنقسم المحركات الهوائية من حيث السرعة والإتجاه إلى أربعة أقسام:
1. محرك هوائي بسرعة ثابتة ويدور باتجاه واحد.
2. محرك هوائي بسرعة متغيرة ويدور في اتجاهين.
3. محرك هوائي بسرعة متغيرة ويدور في اتجاه واحد.
4. محرك هوائي بسرعة متغيرة ويدور باتجاهين.

## معرض صور

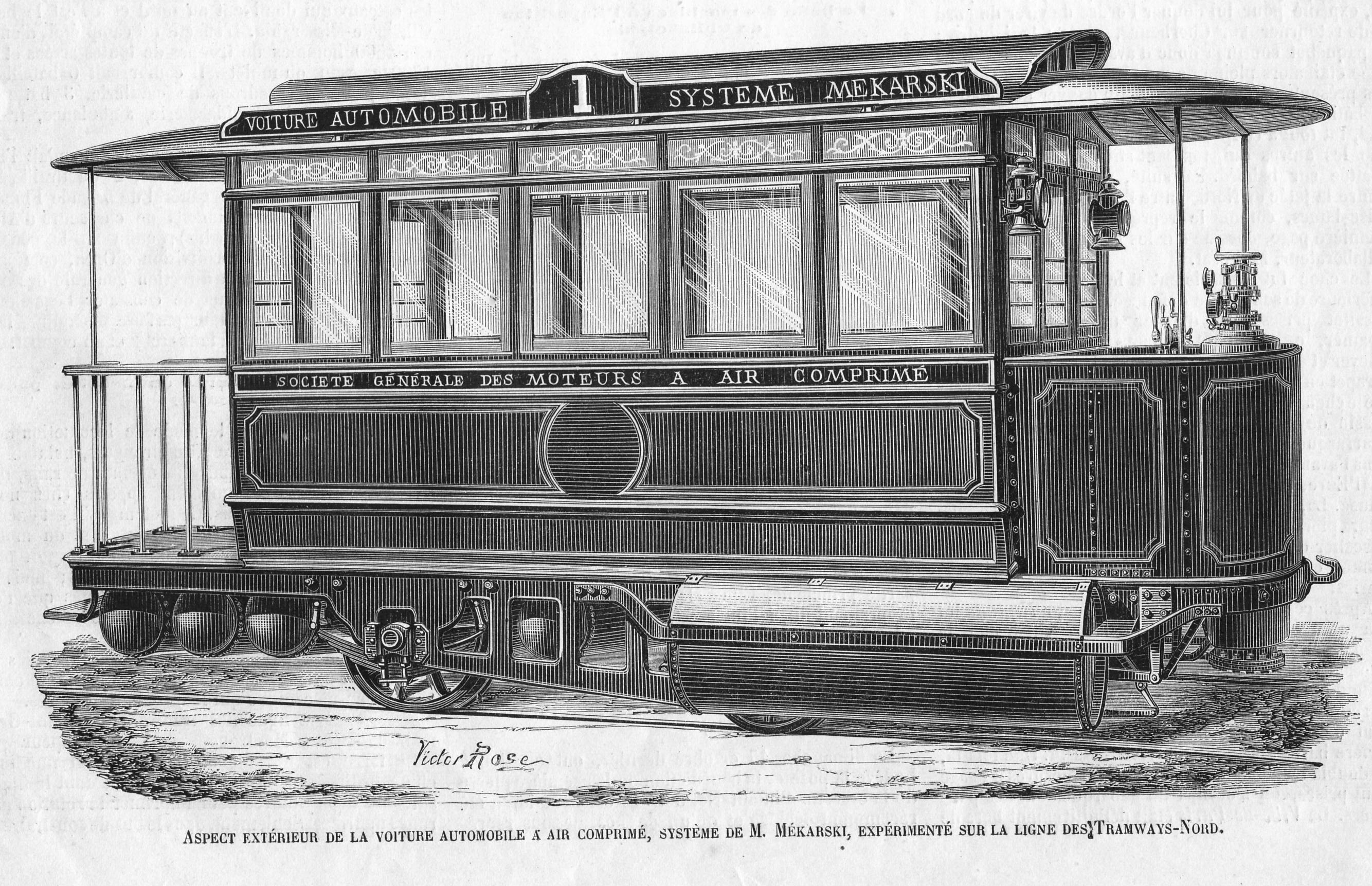
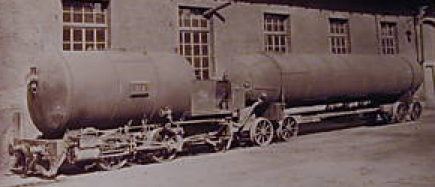
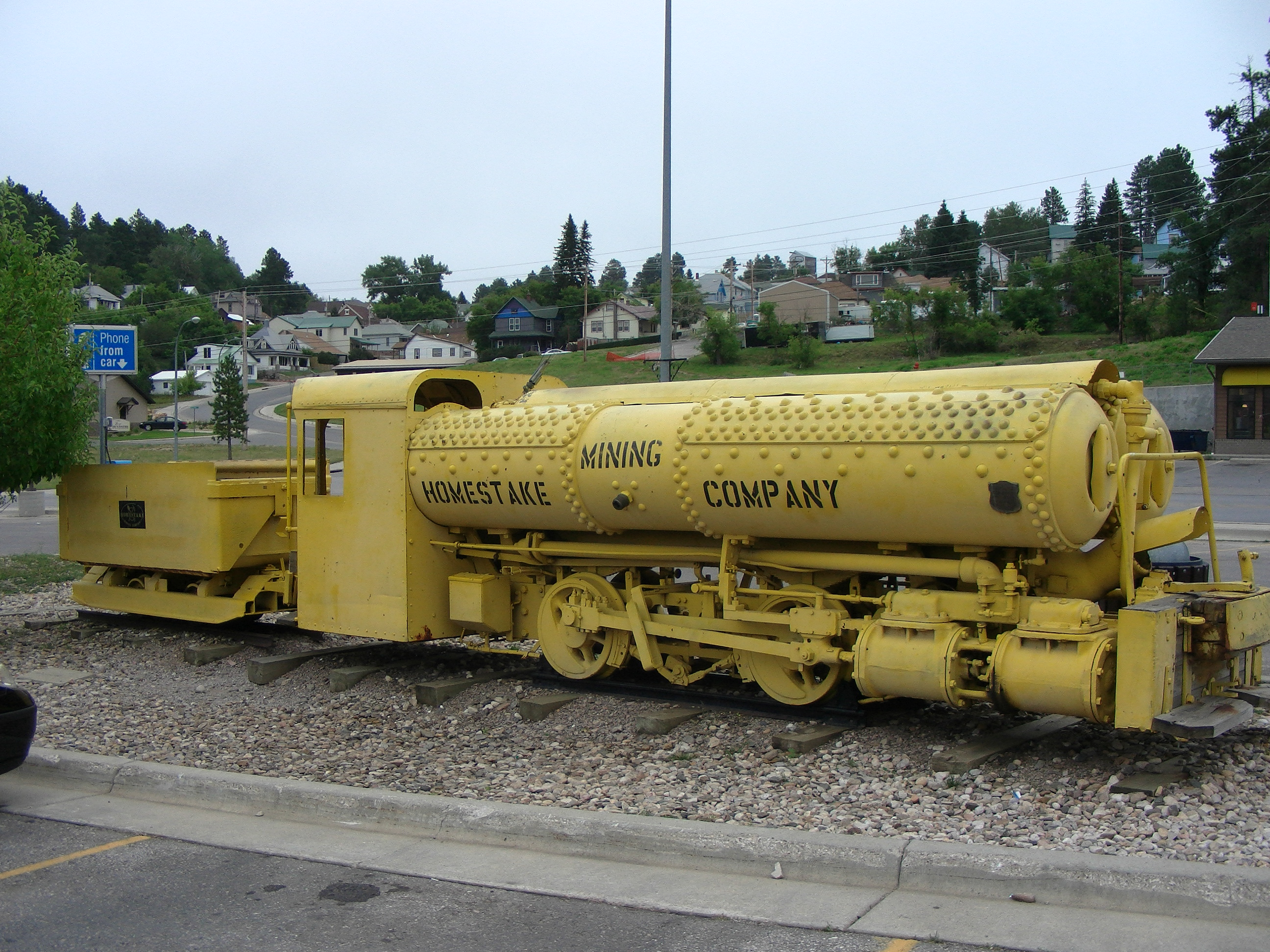